# 就活狂想曲
『就活狂想曲』（しゅうかつきょうそうきょく、英: Recruit Rhapsody）は、吉田まほによる7分27秒に及ぶショートアニメである。

## 概要
本作は、アートディレクターとして現在活躍している吉田まほが東京芸術大学大学院の修了制作として制作・提出した作品である。
本作は、製作者自身の就活と重なっているときに、制作に取り掛かり、自身の体験や友人から聞いた話などをもとに、過剰な表現なども用いながら制作している。
2023年10月現在、そのYouTube上での再生数は860万回を超えている。

## 内容
ごく普通の大学生として過ごしてきた主人公が、「就活」が何かを具体的に見極められないまま、「ニッポン式就活」の渦中に引きずり込まれていく様子を描いている。

## スタッフ
- 監督：吉田まほ
- プロデューサー：山村浩二
- 音楽：余田有希子
- サウンドデザイン：上田瑞恵

## 受賞・ノミネート履歴
2012年には日本の第16回文化庁メディア芸術祭にて、審査委員会推薦作品となり、日本の第24回CGアニメコンテストで佳作に選ばれ、ブラジルのAnima Mundi 2012で学生作品部門選外に入選し、ポルトガルのCINANIMA 2012の学生部門に入選し、フランスのアヌシー国際アニメーションフェスティバルで学生作品部門で入選し、日本のSKIPシティ国際Dシネマ映画祭2014では久野遥子の『Airy me』とともにアニメーション部門の奨励賞を受賞し、日本の第14回TBS Digicon6 Awardsでは優秀賞を獲得している。